# Лесснер, Густав Арнольд
Гу́став Арно́льд (Фра́нцевич) Ле́сснер (нем. Gustav Arnold Lessner; 31 января 1823, королевство Пруссия — 10 марта 1886, Санкт-Петербург, Российская империя) — российский предприниматель германского происхождения.

## Биография
Родился в Пруссии. Переехал в Санкт-Петербург, где в 1853 году основал предприятие по производству типографских станков на Сампсониевской улице, 3. Чуть позднее открыл чугунолитейные мастерские на Оренбургской улице, 8. С 1860 года — купец 2-й гильдии; с 1867-го — 1-й гильдии. После того, как в 1861 году российское правительство разрешило беспошлинный ввоз чугуна и железа для машиностроительных предприятий с паровыми и водяными двигателями, начал модернизацию мастерских, которые превратились в крупнейшее предприятие с литейным и механическим производством. Предприятие занимало огромную площадь между Большой Невкой и Оренбургской улицей и стало одним из крупнейших в Выборгской части Санкт-Петербурга, наряду с машиностроительным заводом Людвига Нобеля. Скончался 10 марта 1886 в Санк-Петербурге, так и не приняв российского подданства, но изъявив в своём завещании «желание, чтобы дети его перешли в подданство Российской империи». Был похоронен на Смоленском лютеранском кладбище. После смерти его предприятие перешло в собственность вдове Марии Андреевне Лесснер и другим родственникам, превратившим его к 1917 году в одно из крупнейших машиностроительных предприятий Российской империи.